# Lista do Patrimônio Mundial na Moldávia
A Organização das Nações Unidas para a Educação, a Ciência e a Cultura (UNESCO) propôs um plano de proteção aos bens culturais do mundo, através do Comité sobre a Proteção do Património Mundial Cultural e Natural, aprovado em 1972. Esta é uma lista do Patrimônio Mundial existente na Moldávia, especificamente classificada pela UNESCO e elaborada de acordo com dez principais critérios cujos pontos são julgados por especialistas na área. A Moldávia ratificou a convenção em 23 de setembro de 2002, tornando seus locais históricos elegíveis para inclusão na lista.
O sítio Arco Geodésico de Struve foi o primeiro local da Moldávia incluído na lista do Patrimônio Mundial da UNESCO por ocasião da 29.ª Sessão do Comitê do Património Mundial, realizada em Durban (África do Sul) em 2005. Desde então, esta extensão de um sítio transfronteiriço continental permanece como o único local da Moldávia classificado como Patrimônio da Humanidade, sendo este de classificação Cultural. 

## Bens culturais e naturais
A Moldávia conta atualmente com os seguintes lugares declarados como Patrimônio da Humanidade pela UNESCO:
| | Arco Geodésico de Struve |
| Bem cultural inscrito em 2005. |                          |
| Localização: Soroca |                          |
| Este bem é compartilhado com: Bielorrússia, Estónia, Finlândia, Letônia, Lituânia, Noruega, Rússia, Suécia e Ucrânia. |                          |
| O arco geodésico de Struve é um conjunto de triangulações que abrange dez países, ao longo de 2.820 km, da Hammerfest (Noruega) ao Mar Negro. Composto pelos pontos de triangulação feitos entre 1816 e 1855 pelo astrônomo Friedrich Georg Wilhelm Struve, este arco permitiu a primeira medição precisa de um longo segmento do meridiano da Terra. Essa triangulação ajudou a definir e medir a forma exata da Terra e desempenhou um papel importante no avanço das ciências geológicas e na fabricação de mapas topográficos precisos. É um exemplo extraordinário de colaboração científica entre sábios de diferentes países, bem como um exemplo de cooperação entre vários monarcas europeus para o progresso científico. O arco primitivo consistiu em 258 triângulos e 265 pontos fixos principais. O local inscrito na Lista do Patrimônio Mundial compreende 34 dos pontos fixos originais indicados por diferentes meios: perfuração de rochas, cruzes de ferro, montes e obeliscos. (UNESCO/BPI) |                          |

## Lista Indicativa
Em adição aos sítios inscritos na Lista do Patrimônio Mundial, os Estados-membros podem manter uma lista de sítios que pretendam nomear para a Lista de Patrimônio Mundial, sendo somente aceitas as candidaturas de locais que já constarem desta lista. Desde 2021, a Moldávia apresenta 2 locais em sua Lista Indicativa.
| Sítio                                              | Imagem | Localização | Ano  | Dados UNESCO    | Descrição |
| -------------------------------------------------- | ------ | ----------- | ---- | --------------- | --- |
| Os solos típicos de chernossolo da estepe de Bălți |        | Bălți       | 2011 | Misto: v, ix, x | Chernossolo é um dos solos mais férteis. O local provisório compreende cinco locais ao redor de Bălți, onde experimentos de campo de longa data foram realizados por até 50 anos para estudar o impacto de diferentes práticas agrícolas, como o uso de rotações de culturas ou monocultura, bem como diferentes sistemas de lavoura, fertilização e irrigação na produtividade das culturas e na fertilidade do solo. A Estepe de Bălți foi importante no desenvolvimento da ciência do solo no século XIX. |
| Paisagem arqueológica de Orheiul Vechi             |        | Orhei       | 2017 | Cultural: ii, v | Old Orhei está localizado na margem do rio Răut. A área já estava povoada no Paleolítico. Encontram-se vestígios de um povoado do Calcolítico (cultura Cucuteni-Trypillia) e povoados da Idade do Ferro. Nos séculos XIII e XIV, foi o local de uma importante cidade da Horda Dourada. Após a partida dos mongóis, Orhei tornou-se uma das mais importantes cidades medievais da Moldávia. Foi abandonado no século 18, quando os habitantes se mudaram para a aldeia vizinha de Trebujeni.                 |